# ديك كيمبل (لاعب كرة قاعدة)
ديك كيمبل (بالإنجليزية: Dick Kimble)‏ هو لاعب كرة قاعدة أمريكي، ولد في 27 يوليو 1915 في باتشل في الولايات المتحدة، وتوفي في 7 مايو 2001 في توليدو في الولايات المتحدة.

## وصلات خارجية
- ديك كيمبل على موقعبيزبول رفرنس.كوم (الدوري الرئيسي) (الإنجليزية)
- ديك كيمبل على موقعبيزبول رفرنس.كوم (الدوري الثانوي) (الإنجليزية)